# Министерство культуры Республики Татарстан
Министерство культуры Республики Татарстан (тат. Татарстан Республикасы мәдәният министрлыгы) — орган исполнительной власти Республики Татарстан, входящий в кабинет министров Республики Татарстан и ведающий делами культуры на территории данного субъекта Российской Федерации.

## История
Министерство культуры Республики Татарстан ведёт свою историю от комиссариата просвещения Казанской Советской Рабоче-Крестьянской Республики, созданного постановлениями народного комиссариата просвещения РСФСР от 21 января 1918 года и общего собрания Казанского губернского Совета рабочих, солдатских и крестьянских депутатов от 26 февраля 1918 года. После ликвидации Казреспублики, постановлениями Казанского губернского исполкома Совета рабочих, солдатских и крестьянских депутатов от 16 и 31 мая 1918 года, а также Совета народных комиссариатов Казанской губернии от 3 июня 1918 года, комиссариат просвещения был преобразован в комиссариат народного образования Казанской губернии. Постановлениями Совета отделов по народному образованию Казанской губернии от 7 октября 1918 года и Казанского губернского исполкома Совета рабочих, крестьянских и красноармейских депутатов от 15 октября 1918 года взамен комиссариата был образован отдел народного образования при губисполкоме. Постановлением Центрального исполнительного комитета ТАССР от 28 сентября 1920 года на основании декрета Всероссийского центрального исполнительного комитета и Совета народных комиссаров РСФСР об образовании ТАССР от 27 мая 1920 года, отдел наробразования был преобразован в народный комиссариат просвещения ТАССР. Он подчинялся аналогичному наркомату культуры РСФСР, Совету министров ТАССР, а также до 1938 год — ЦИК ТАССР.
Первоначально наркомат занимался всеми вопросами культуры, в частности, школьным и дошкольным образованием, политическo-просветительской работой среди населения, профессионально-технической подготовкой, издательским делом, ведал культурно-просветительскими учреждениями, театрами, кино, музыкой, изобразительным искусством. В его состав входили следующие отделы — театральный, музыкальный, изобразительных искусств, фотографическо-кинематографический, по делам музеев и по охране памятников старины, издательский, снабжения. После окончания гражданской войны в Татарстане усилилось развитие культурно-просветительных учреждений, а с середины 1920-х годов ведомство стало отвечать за руководство научной, учебной, политическо-просветительской и художественной деятельностью общего и профессионального уровней, курировать работу научных, музейных и художественных учреждений. В это время наркомат состоял из организационного (административно-организационный, статистический, снабжения, планово-финансовый отделы) и академического центров (общая канцелярия, управление архивным делом, переводческий и научный секторы, художественный отдел и по делам музеев, бюро краеведения), главных управлений социального и политического образования (секретариат, отделы единой трудовой школы, дошкольного воспитания, социально-правовой охраны несовершеннолетних), по отделам народного образования (1920—1921 гг.), профессионального и технического образования (административно-организационный отдел, высших учебных заведений, подготовки работников просвещения, технического образования, сельского хозяйства и лесного образования, подготовки рабочих водного транспорта, подготовки рабочих дорожного транспорта, профессионального образования рабочих, учебнo-контрольный, обслуживания учащихся, художественного образования), политико-просветительного внешкольного образования (административно-организационный отдел, агитационный, пропагандистский, ликвидации безграмотности, а также хозяйственная часть), а также управления государственным издательством (административно-хозяйственный, издательский, технический, распределения, национальных меньшинств), зрелищными предприятиями (1925—1928 гг.).
После выделения всех учреждений культуры в новообразованное управления по делам искусств из сферы полномочий наркомата, с середины 1930-х годов он отвечал лишь только за народное образование и культурнo-просветительную работу на территории республики. В эти годы ведомство состояло из управлений (школьное, средних школ, начальных школ, школ взрослых, политико-просветительный) и отделов (общий, дошкольный, детдомов, кадров, капитального строительства, планово-финансовый), а также бухгалтерии, статистической группы, бюро жалоб, консультационного пункта, методического кабинета, а в 1940-х годах — управления делами, школьное, политико-просветительной работы и школы взрослых, отделы школ рабочей и сельской молодёжи, детских домов, дошкольного воспитания, планово-финансовый, кадров, снабжения, строительный, бухгалтерия и статистическая группа. Наркомат также осуществлял управление и контроль над районными (до 1930 г. — кантонными) и городскими отделами народного образования, начальными и средними политико-просветительными школами, техникумами, педагогическими училищами, детскими садами и другие внешкольными заведениями, методическими кабинетами, детскими домами и интернаты, библиотеки, избами-читальнями, дворцами и домами культуры, музеями, парками культуры и отдыха, научно-исследовательскими учреждениями, организациями по делами охраны памятников, курсами подготовки кадров, а также Татарским институтом усовершенствования учителей. Непосредственное управление учреждениями культуры возлагалось н художественный отдел Главполитпросвета, полномочия которого в дальнейшем были переданы Совету культурного строительства при Президиуме ЦИК ТАССР.
Указом Президиума Верховного Совета ТАССР от 28 марта 1946 года наркомат просвещения ТАССР был переименован в министерство просвещения ТАССР. В 1940—1950-е годы в его состав входили отделы (общий, школ, школ рабочей и сельской молодёжи, детдомов, дошкольный, планово-финансовый, кадров), бухгалтерия и строительная группа. В ходе послевоенной перестройки культурных органов республики постановлениями Президиума Верховного совета ТАССР от 30 апреля, указом Президиума Верховного совета РСФСР от 30 мая и постановлением Совета министров ТАССР от 7 августа 1953 года на базе объединённых управлений при Совете министров ТАССР по делам искусств, по делам культурно-просветительских учреждений, кинофикации, по делам полиграфической промышленности, издательств и книжной торговли, а также комитета радиофикации было образовано министерство культуры ТАССР. Впоследствии управления кинофикации, по делам полиграфической промышленности, издательств и книжной торговли и комитет радиовещания и телевидения были вновь выделены из состава министерства как самостоятельные государственные учреждения и переподчинены непосредственно Совету министров ТАССР. Изначально министерство состояло из канцелярии, главной бухгалтерии, а также отделов кинофикации, издательств и полиграфической промышленности, по делам искусств, радиоинформации, культурно-просветительской работы, капитального строительства, планово-финансового, снабжения, а также сектора кадров и хозяйственной части. До 1991 года министерство подчинялось Совету министров ТАССР и аналогичному министерству культуры РСФСР. При том, что основную роль в развитии культуры в масштабах страны играло министерство культуры СССР, а высшим органом в системе управления культурой на территории республики был Татарский областной комитет КПСС, министерство культуры ТАССР занималось только вопросами организации на местах и реализации запланированных свыше мероприятий с учётом национально-культурных особенностей местного населения.
Ныне министерство подчиняется раису Республики Татарстан и кабинету министров РТ. Оно занимается организацией воплощения на практике государственной политики в области культуры и регулированием соответствующих отношений в области искусства, кинематографии, охраны и использования историко-культурного наследия, культурного отдыха и досуга. В состав министерства входят главное управление государственного контроля охраны и использования памятников истории и культуры, а также главное управление по кинематографии. Помимо этого, ведомство состоит из отделов развития культуры городов и районов, межнациональных культурных связей и регулирования отношений с национально-культурными автономиями и обществами, развития искусств, взаимодействия с творческими союзами, развития кинематографии, регулирования государственного заказа и строительства, социально-экономического программирования, юридического, бухгалтерского учёта и отчетности, информационно-аналитического, кадров, а также сектора движимых культурных и исторических ценностей, ревизионной группы и канцелярии. Министерство осуществляет подведомственный контроль над деятельностью территориальных органов культуры, театров, кинотеатров, концертных учреждений, цирка, библиотек, киноустановок, музеев, клубов, учебных заведений, парков, зооботанического сада, ряда других организаций.

## Руководители
| - 1920—1921: Султанов Х. Ш. - 1921—1922: Ахмадиев Ш. Г. - 1922—1924: Брундуков М. Ю. - 1924—1926: Ахмадиев Ш. Г. - 1926—1927: Тагиров М. Х. - 1927—1928: Мухутдинов Н. К. - 1928—1931: Рахматуллин И. Ш. - 1932—1934: Биктагиров А. Т. - 1934—1937: Башкиров Ш. Г. - 1937—1938: Бакиров Г. А. - 1938—1939: Шарипов З. Ф. - 1939—1948: Контюков У. Т. | - 1948—1950: Абузаров Г. Г. - 1950—1953: Валиуллина А. Г. - 1953—1956: Закиров Ю. З. - 1956—1962: Рахматуллин X. Б. - 1962—1973: Гизатуллин Б. М. - 1973—1976: Миндубаев А. С. - 1976—1985: Алеев И. Н. - 1985—1999: Таишев М. М. - 1999—2005: Тарханов И. Г. - 2005—2011: Валеева З. Р. - 2011—2018: Сибагатуллин А. М. - 2018—н. в.: Аюпова И. Х. |

## Местонахождение
Здание министерства культуры Республики Татарстан располагается в Казани на пересечении улиц Пушкина и Большая Красная, занимая вместе с Конституционным судом Республики Татарстан дом № 66/33, выходящий фасадом на площадь Свободы.